# نيكولاس أغيري
نيكولاس أغيري (بالإسبانية: Nicolás Aguirre) مواليد 31 مارس 1988 في سانتياغو ديل استيرو، الأرجنتين، هو لاعب كرة سلة أرجنتيني. بدأ مسيرته الاحترافية في سنة 2007. يلعب مع نادي سان لورينزو في دوري كرة السلة الوطني الأرجنتيني كلاعب هجوم خلفي. يحمل الرقم 7. يبلغ طوله 6 قدم 2 بوصة (1.9 م).

## المسيرة الاحترافية
لعب مع كويلمس دي مار ديل بلاتا في الدوري الأرجنتيني في موسم 2007–2008، ثم لعب مع بوكا جونيورز من سنة 2008 إلى 2010، ثم لعب مع كويمسا في الدوري الأرجنتيني من سنة 2011 إلى 2013، ثم لعب مع سان لورينزو في سنة 2015.

## روابط خارجية
- نيكولاس أغيري على موقع الاتحاد الدولي لكرة السلة (الإنجليزية)
- نيكولاس أغيري على موقع كرة السلة الأوروبية.كوم (الإنجليزية)
- نيكولاس أغيري على موقع ريلجم (الإنجليزية)
- نيكولاس أغيري على موقع بروبوليرز (الإنجليزية)